# Fritz Ryser
Pour les articles homonymes, voir Ryser.
Fritz Ryser (né le 26 mai 1873 à Huttwil et mort le 13 février 1916 à Berlin) est un coureur cycliste suisse. Il a été champion du monde de demi-fond en 1908 et champion de Suisse sur route en 1899.

## Biographie
Fritz Ryser dispute sa première course sur route à l'âge de 24 et gagne la même année Zurich-Baden-Baden. En 1899, il est également été champion de Suisse sur route. Il devient ensuite professionnel sur piste.
Dès 1901, il termine troisième du championnat du monde de demi-fond. En 1908, Fritz Ryser est champion du monde de demi-fond. Il est le premier lauréat suisse de ce championnat. Huit jours plus tard, son partenaire Josef Schwarzer meurt dans un accident de course à Düsseldorf. L'année suivante, Ryser est impliqué dans la catastrophe du vélodrome de Berlin, au « Jardin botanique » : son entraineur Emil Borchardt, en évitant un coureur au sol, fonce dans la foule où son engin motorisé explose. Neuf personnes sont tuées dans cet accident.
Fritz Ryser est retrouvé mort le 16 février 1916, victime d'une attaque cérébrale dans son appartement de Berlin.

## Palmarès sur route
- 1898
  - 2e du championnat de Suisse de la montagne
- 1899
  -  Champion de Suisse sur route

## Palmarès sur piste

### Championnats du monde
- Berlin 1901
  -  Médaillé de bronze du demi-fond
- Berlin 1908
  -  Champion du monde de demi-fond

### Championnats d'Europe
- 1901
  -  Médaillé de bronze du demi-fond
- 1910
  -  Médaillé de bronze du demi-fond

### Championnats de Suisse
- 1899
  -  Champion de Suisse de demi-fond